# Joaquim Ferreira Penteado
Joaquim Ferreira Penteado, primeiro e único Barão de Itatiba (São Roque, 10 de fevereiro de 1808 — Campinas, 6 de junho de 1884) foi cafeicultor e empresário brasileiro.

## Biografia

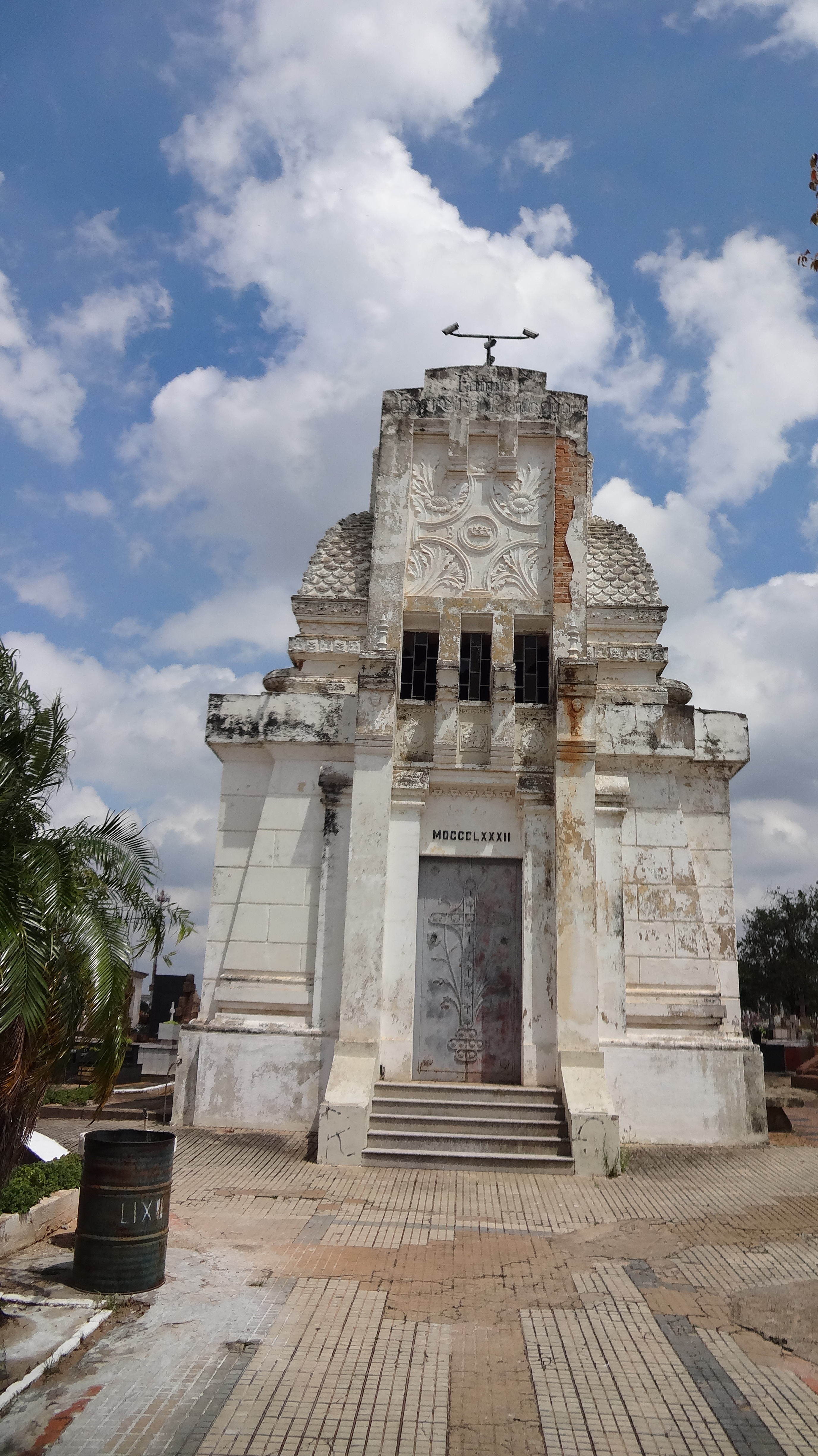
Mausoléu da Família Ferreira Penteado, onde está sepultado Joaquim Ferreira Penteado no Cemitério da Saudade em Campinas

Joaquim foi o filho único do capitão-mor de São Carlos, Inácio Ferreira de Sá, e de sua segunda esposa, Delfina de Camargo Penteado, a qual desposara em 1807. Inácio era viúvo da tia de Delfina, Teresa de Camargo Penteado, com quem tivera duas filhas: Bárbara (esposa de João Ferraz de Campos, irmão do Barão de Cascalho) e Rita (casada com o alf. Joaquim Pedroso de Barros e depois com o ten. João Leite de Freitas). Morto o capitão-mor, em 1812, Delfina casou-se novamente com seu primo distante João Novais Dias (tio do Barão de Novais), com quem teve uma filha: Ana Cândida de Novais. Viúva pela segunda vez, Delfina casou-se em terceiras núpcias com seu tio materno, o capitão-mor Floriano de Camargo Penteado, também viúvo.
Mudou-se para Campinas aos 22 anos de idade. Ali tornou-se fazendeiro abastado. Era proprietário da Fazenda Cabras, onde hoje se situa o Lar dos Velhinhos, e da Fazenda Duas Pontes. Até seu falecimento residiu no seu solar, construído em 1878, o Palácio dos Azulejos.
Fundou a Escola do Povo (posteriormente denominada Escola Ferreira Penteado), de instrução primária, gratuita, voltada para meninos pobres, inaugurada em 15 de maio de 1880.
Foi condecorado Comendador da Imperial Ordem da Rosa e, por decreto de 18 de março de 1882, agraciado pelo governo imperial com o título de Barão de Itatiba pelos serviços prestados à instrução pública.
Em sua homenagem, a então Rua do Pórtico passou a ser denominada Ferreira Penteado, em 23 de maio de 1881, a partir de indicação de Francisco Glicério, data em que o seu patrono ainda era vivo.
Ferreira Penteado faleceu aos 76 anos e seu corpo foi sepultado no Cemitério de Campinas, cuja gleba é proveniente de sua doação. Em seu testamento, colocou uma cláusula, obrigando seus descendentes a manterem a Escola do Povo em funcionamento. A Baronesa de Itatiba continuou a se dedicar pelo sustento da fundação.

### Palácio dos Azulejos
O Barão de Itatiba tinha como residência o Solar dos Azulejos, ou Palácio dos Azulejos, construído em 1878, imponente propriedade, no cruzamento das ruas do Pórtico e Regente Feijó. Em 1908, o prédio foi vendido pelos seus sucessores à municipalidade, que a transformou no Fórum e na sede da Prefeitura Municipal de Campinas: esta última função foi exercida até o ano de 1968.

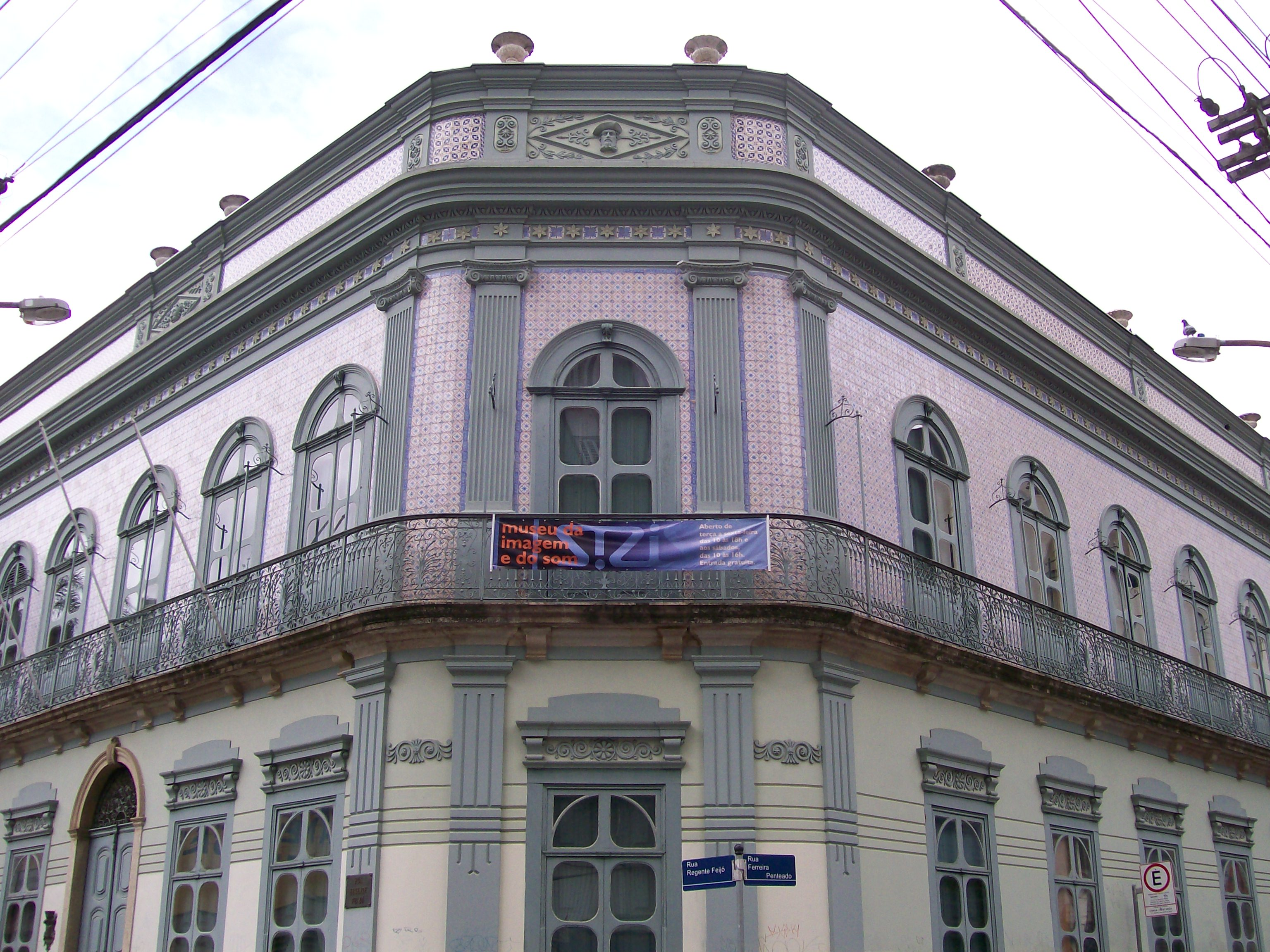
Palácio dos Azulejos

Tombado pelo Instituto do Patrimônio Histórico e Artístico Nacional (IPHAN), pelo Conselho de Defesa do Patrimônio Histórico, Artístico, Arquitetônico e Turístico do Estado de São Paulo (CONDEPHAAT) e pelo Conselho de Defesa do Patrimônio Cultural de Campinas (CONDEPACC), o prédio está sob o controle da Secretaria Municipal da Cultura, passando a abrigar o Museu da Imagem e do Som e parte do Arquivo Municipal.

### Casamento e descendência
Ferreira Penteado casou-se, em 15 de maio de 1830, com sua prima-segunda Francisca de Paula Camargo (1809 - 1889), filha de Floriano de Camargo Penteado (aquele mesmo seu tio-avô que veio a ser seu padrasto) com sua primeira esposa, Paula Joaquina de Andrade. Também um irmão de Francisca, o capitão Francisco José de Camargo Andrade, casou-se com Ana Cândida, a meia-irmã de Ferreira Penteado e, depois de viúvo, convolou segundas núpcias com a sobrinha Maria de Camargo Andrade, filha de Francisca e de Joaquim. Além desta, o casal teve mais doze filhos, entre os quais destacam-se Joaquim Ferreira de Camargo Andrade, o Barão de Ibitinga, e Elisiário Ferreira de Camargo Andrade, fundador do município que leva seu nome.